# 柳広司
柳 広司（やなぎ こうじ、1967年9月20日 -）は、日本の小説家・推理作家。三重県生まれ。神戸大学法学部卒業。

## 経歴
1998年、「挙匪（ボクサーズ）」で第4回歴史群像大賞佳作。2001年、原書房から刊行された『黄金の灰』で小説家デビュー。2008年に刊行された『ジョーカー・ゲーム』は、「このミステリーがすごい!」で第2位、「週刊文春ミステリーベスト10」で第3位と高く評価された。2008年、同作で第26回吉川英治文学新人賞と第62回日本推理作家協会賞（長編および連作短編集部門）を受賞。「ジョーカー・ゲーム」シリーズは累計で120万部を突破している。

## 文学賞受賞・候補歴
- 1998年 - 「挙匪（ボクサーズ）」で第4回歴史群像大賞佳作。
- 2001年 - 『贋作『坊っちゃん』殺人事件』で第12回朝日新人文学賞受賞。
- 2007年 - 『トーキョー・プリズン』で第60回日本推理作家協会賞（長編および連作短編集部門）候補。
- 2008年 - 『ジョーカー・ゲーム』で第26回吉川英治文学新人賞受賞、第62回日本推理作家協会賞（長編および連作短編集部門）受賞[5]、第11回大藪春彦賞候補、第6回本屋大賞第3位[6]。
- 2014年 - 『ナイト&シャドウ』で第5回山田風太郎賞候補[7]。

## ミステリ・ランキング

### 週刊文春ミステリーベスト10
- 2008年 - 『ジョーカー・ゲーム』3位
- 2009年 - 『ダブル・ジョーカー』2位
- 2010年 - 『キング＆クイーン』19位

### このミステリーがすごい!
- 2009年 - 『ジョーカー・ゲーム』2位
- 2010年 - 『ダブル・ジョーカー』2位
- 2013年 - 『パラダイス・ロスト』16位

### 本格ミステリ・ベスト10
- 2002年 - 『饗宴（シュンポシオン） ソクラテス最後の事件』18位
- 2003年 - 『はじまりの島』12位
- 2005年 - 『聖フランシスコ・ザビエルの首』27位
- 2007年 - 『トーキョー・プリズン』20位
- 2008年 - 『漱石先生の事件簿』30位
- 2009年 - 『ジョーカー・ゲーム』12位
- 2010年 - 『ダブル・ジョーカー』7位
- 2013年 - 『パラダイス・ロスト』25位

### ミステリが読みたい!
- 2009年 - 『ジョーカー・ゲーム』8位
- 2010年 - 『ダブル・ジョーカー』2位
- 2011年 - 『キング&クイーン』11位
- 2012年 - 『ロマンス』15位

## 作品

### D機関シリーズ
- ジョーカー・ゲーム（2008年8月 角川書店 / 2011年6月 角川文庫）
  - 収録作品：ジョーカー・ゲーム / 幽霊 / ロビンソン / 魔都 / XX
- ダブル・ジョーカー（2009年8月 角川書店 / 2012年6月 角川文庫）
  - 収録作品：ダブル・ジョーカー / 蠅の王 / 仏印作戦 / 柩 / ブラックバード / 眠る男（文庫版のみ）
- パラダイス・ロスト（2012年3月 角川書店 / 2013年6月 角川文庫）
  - 収録作品：誤算 / 失楽園（パラダイス・ロスト） / 追跡 / 暗号名ケルベロス
- ラスト・ワルツ（2015年1月 角川書店 / 2016年3月 角川文庫）
  - 収録作品：アジア・エクスプレス / 舞踏会の夜 / ワルキューレ

### ノンシリーズ
- 黄金の灰（2001年3月 原書房 / 2006年11月 創元推理文庫）
- 贋作『坊っちゃん』殺人事件（2001年10月 朝日新聞社 / 2005年3月 集英社文庫 / 2010年11月 角川文庫）
- 饗宴（シュンポシオン） ソクラテス最後の事件（2001年10月 原書房 / 2007年1月 創元推理文庫）
- はじまりの島（2002年7月 朝日新聞社 / 2006年9月 創元推理文庫）
- 新世界（2003年7月 新潮社 / 2006年10月 角川文庫）
- パルテノン - アクロポリスを巡る三つの物語（2004年7月 実業之日本社 / 2010年10月 実業之日本社文庫）
  - 収録作品：巫女 / テミストクレス案 / パルテノン
- 聖フランシスコ・ザビエルの首（2004年10月 講談社ノベルス）
  - 【改題】ザビエルの首（2008年8月 講談社文庫）
- 吾輩はシャーロック・ホームズである（2005年12月 小学館 / 2009年9月 角川文庫）
- トーキョー・プリズン（2006年3月 角川書店 / 2009年1月 角川文庫）
- シートン（探偵）動物記（2006年5月 光文社 / 2009年3月 光文社文庫）
  - 【改題】シートン探偵記（2015年7月 文春文庫）
    - 収録作品：カランポーの悪魔 / 銀の星 / 森の旗 / ウシ小屋密室とナマズのジョー / ロイヤル・アナロスタン失踪事件 / 三人の秘書官 / 熊王ジャック
- 百万のマルコ（2007年3月 創元推理文庫）
  - 収録作品：百万のマルコ / 賭博に負けなし / 色は匂へど / 能弁な猿 / 山の老人 / 半分の半分 / 掟 / 真を告げるものは / 輝く月の王女 / 雲の南 / ナヤンの乱 / 一番遠くの景色 / 騙りは牢を破る
- 漱石先生の事件簿 猫の巻（2007年4月 理論社 / 2010年11月 角川文庫 / 2018年10月 角川つばさ文庫）
  - 収録作品：吾輩は猫でない? / 猫は踊る / 泥棒と鼻恋 / 矯風演芸会 / 落雲館大戦争 / 春風影裏に猫が家出する
- 虎と月（2009年2月 理論社 / 2014年1月 文春文庫）
- キング&クイーン（2010年5月 講談社 / 2012年2月 講談社文庫） - 書き下ろし100冊
- 最初の哲学者（2010年11月 幻冬舎）
  - 【改題】ソクラテスの妻（2014年12月 文春文庫)
    - 収録作品：オイディプス / 異邦の王子 / 恋 / 亡牛嘆 / ダイダロスの息子 / 神統記 / 狂いの巫女 / アイギナの悲劇 / 最初の哲学者 / オリンポスの醜聞 / ソクラテスの妻 / 王女メディア / ヒストリエ
- ロマンス（2011年4月 文藝春秋 / 2013年11月 文春文庫）
- 怪談（2011年12月 光文社 / 2014年6月 講談社文庫）
  - 収録作品：雪おんな / ろくろ首 / むじな / 食人鬼 / 鏡と鐘 / 耳なし芳一
- 楽園の蝶（2013年6月 講談社）
  - 【改題】幻影城市（2018年10月 講談社文庫）
- ナイト&シャドウ（2014年7月 講談社 / 2015年6月 講談社文庫）
- 象は忘れない（2016年2月 文藝春秋 / 2020年2月 文春文庫）
  - 収録作品：道成寺 / 黒塚 / 卒都婆小町 / 善知鳥 / 俊寛
- 柳屋商店開店中（2016年8月 原書房）
- 風神雷神 風の章 雷の章（2017年8月 講談社 / 2021年3月 講談社文庫）
- 太平洋食堂（2020年1月 小学館） - 実在する医師の大石誠之助が主人公。
- アンブレイカブル（2021年1月 角川書店）
- 南風に乗る(2023年３月　小学館)

### アンソロジー
「」内が柳広司の作品
- 本格ミステリ03（2003年6月 講談社ノベルス）「百万のマルコ」
  - 【改題】論理学園事件帳（2007年1月 講談社文庫）
- 本格ミステリ05（2005年6月 講談社ノベルス）「雲の南」
  - 【改題】大きな棺の小さな鍵（2009年1月 講談社文庫）
- 本格ミステリ07（2007年5月 講談社ノベルス）「熊王ジャック」
  - 【改題】法廷ジャックの心理学（2011年1月 講談社文庫）
- ザ・ベストミステリーズ 2007 推理小説年鑑（2007年7月 講談社）「熊王ジャック」
  - 【分冊・改題】ULTIMATE MYSTERY 究極のミステリー、ここにあり ミステリー傑作選（2010年4月 講談社文庫）
- 名探偵の奇跡（2007年9月 光文社カッパ・ノベルス / 2010年5月 光文社文庫）「カランポーの悪魔」
- 本格ミステリ09（2009年6月 講談社ノベルス）「ロビンソン」
  - 【改題】空飛ぶモルグ街の研究（2013年1月 講談社文庫）
- 短篇ベストコレクション 現代の小説2010（2010年6月 徳間文庫）「日本推理作家協会賞殺人事件」
- 暗闇を見よ（2010年11月 光文社カッパ・ノベルス / 2015年4月 光文社文庫）「ろくろ首」
- あの日、君と Boys（2012年5月 集英社文庫）「すーぱー・すたじあむ」
- ベスト本格ミステリ 2012（2012年6月 講談社ノベルス）「失楽園」
  - 【改題】探偵の殺される夜 本格短編ベスト・セレクション（2016年1月 講談社文庫）
- 私がデビューしたころ ミステリ作家51人の始まり（2014年6月 東京創元社）※エッセイアンソロジー「下僕の誕生」
- 短編少年（2017年5月 集英社文庫）「すーぱー・すたじあむ」
- 推理作家謎友録 日本推理作家協会70周年記念エッセイ（2017年8月 角川文庫）※エッセイアンソロジー「七〇周年に寄せて」
- 超短編! 大どんでん返し（2021年2月 小学館文庫 ISBN 978-4-09-406883-2）「阿蘭陀幽霊」

### エッセイ
- 二度読んだ本を三度読む（2019年4月 岩波新書）

## メディア・ミックス

### 映画
- ジョーカー・ゲーム（2015年1月31日、配給：東宝、監督：入江悠、主演：亀梨和也）[8]

### テレビアニメ
- ジョーカー・ゲーム（2016年4月5日より放送、放送局：AT-X/TOKYO MX/MBS/テレビ愛知/BS11、監督：野村和也、キャラクター原案：三輪士郎、アニメーション制作：Production I.G）[9]

### 漫画
作画：霜月かよ子
- Dの魔王1（2009年8月 ビッグコミックス）
- Dの魔王2（2010年3月 ビッグコミックス）
- Dの魔王3（2010年7月 ビッグコミックス）
- ジョーカー・ゲーム（2015年1月 ビッグスピリッツコミックススペシャル）

作画：仁藤すばる
- ジョーカー・ゲーム THE ANIMATION 1（2016年5月 ブレイドコミックス）
- ジョーカー・ゲーム THE ANIMATION 2（2016年10月 ブレイドコミックス）
- ジョーカー・ゲーム THE ANIMATION 3（2017年4月 ブレイドコミックス）
- ジョーカー・ゲーム THE ANIMATION 4（2017年10月 ブレイドコミックス）
- ジョーカー・ゲーム THE ANIMATION 5（2018年3月 ブレイドコミックス）

### 舞台
- 舞台『ジョーカー・ゲーム』（2017年5月4日～7日、原作：TVアニメ『ジョーカー・ゲーム』、脚本・演出：西田大輔、主催：JOKER GAME THE STAGE PROJECT）[10]
- 舞台『ジョーカー・ゲームⅡ』（2018年6月14日～20日(東京公演)・6月23日～26日(大阪公演)、原作：TVアニメ『ジョーカー・ゲーム』／柳広司『ラスト・ワルツ』、脚本・演出：西田大輔、主催：JOKER GAME THE STAGE PROJECT）[11]
- 舞台『ジョーカー・ゲームⅢ』（2025年11月21日～30日、原作：TVアニメ『ジョーカー・ゲーム』、原案：柳広司「ジョーカー・ゲーム」シリーズ、脚本・演出：西田大輔、主催：JOKER GAME THE STAGE PROJECT）[12]